# Glicina
A glicina (do grego glykos, "doce", nome devido ao seu sabor adocicado) é um dos aminoácidos codificados pelo código genético, sendo, portanto, um dos componentes das proteínas dos seres vivos. É codificado pelos codões GGU, GGC, GGA e GGG.
Devido à sua simplicidade estrutural, este aminoácido tende a ser conservado evolucionariamente em proteínas como o citocromo c, a mioglobina e a hemoglobina. A glicina é o único aminoácido que não apresenta actividade óptica. A maioria das proteínas possui pequenas quantidades de glicina; o colagénio é uma excepção de nota, constituindo a glicina cerca de um terço da sua estrutura primária. A presença de glicina inibe a formação de alfa-hélices mas facilita a formação de folhas-beta na estrutura secundária de proteínas, por ser um aminoácido que apresenta um alto grau de flexibilidade quando integrado numa cadeia polipeptídica.
Apesar de ser um aminoácido apolar, a sua cadeia lateral (um átomo de hidrogênio) é demasiado curta para participar em interações hidrofóbicas. No entanto, a glicina pode, em determinadas enzimas como a piruvato:formato liase, ser convertida a radical glicilo através da retirada desse átomo de hidrogênio, sendo este radical importante para a catálise enzimática, embora instável e destruído na presença de O2.

## Biossíntese
A glicina não é um aminoácido essencial na dieta humana, já que é sintetizado pelo organismo a partir do aminoácido serina numa reacção catalisada pela enzima serina hidroximetiltransferase:
HO2CCH(NH2)CH2OH  +  H2-folato →  HO2CCH2NH2  +  CH2-folato  +  H2O

## Função fisiológica

### Como intermediário biossintético
A glicina serve de precursor a diversas espécies químicas. O ácido aminolevulínico, precursor chave das porfirinas, é sintetizado in vivo a partir de glicina e succinil-coenzima A. A glicina fornece também o bloco C2N central a todas as purinas. Uma das vias de degradação do aminoácido treonina passa pela sua conversão a glicina, embora esta via metabólica seja relativamente pouco importante no metabolismo humano. É ainda precursor na via biossintética da fosfocreatina.
A degradação da glicina segue três vias principais:
- Pode ser degradada a piruvato, seguindo a reacção inversa da sua biossíntese (ou seja, conversão a serina e então conversão desta a piruvato).
- Especialmente em animais, a glicina pode ser oxidada a CO2, NH4+ e um grupo metileno pela enzima glicina sintase.
- Pode ser oxidada e desaminada a glioxilato pela enzima D-aminoácido oxidase, sendo o glioxilato posteriormente reduzido a oxalato.

### Como neurotransmissor
A glicina é um neurotransmissor inibitório no sistema nervoso central, especialmente a nível da medula espinal, tronco cerebral e retina. Quando receptores de glicina são activados, o ânion cloreto entra no neurônio através de receptores ionotrópicos, causando um potencial pós-sináptico inibitório. A estricnina actua como antagonista nos receptores ionotrópicos de glicina. A glicina é, junto com o glutamato, um co-agonista de receptores NMDA; esta ação facilita a actividade excitatória dos receptores glutaminérgicos, em contraste com a atividade inibitória da glicina.
A dose letal de glicina administrada oralmente, em ratos, é de 7930 mg/kg, causando morte usualmente por hiperexcitabilidade.

### Como elemento estrutural
Além de ser um aminoácido importante na formação de colagénio, é essencial na formação da camada de peptidoglicano na parede celular de bactérias Gram-positivas, ao formar um pentapéptido (pentaglicina) que ajuda na ligação entre resíduos de ácido N-acetilmurâmico. A pentaglicina está ausente nas bactérias Gram-negativas.
A glutationa, tripéptido essencial na manutenção do equilíbrio redox intracelular, tem na sua constituição glicina.

### Na fotorrespiração
As mitocôndrias de plantas apresentam uma via alternativa de respiração, a fotorrespiração, em que a glicina é convertida a serina através da seguinte reacção, catalisada pela enzima glicina descarboxilase:
2 Gly +  NAD+ → Ser + CO2 + NH3 + NADH + H+,
tornando-se esta a principal fonte de NADH mitocondrial para posterior produção de ATP. Esta reacção faz parte do grupo estrutural do RNA ciclo do glicolato.

## Detectada num cometa
A glicina foi descoberta na atmosfera do cometa Júpiter 67P/Churyumov-Gerasimenko, pela sonda europeia Rosetta.